# Escudella i carn d'olla
L'escudella i carn d'olla és una sopa considerada com a plat tradicional de la gastronomia catalana. Es tracta d'un brou obtingut per l'ebullició de la carn amb llegums (habitualment cigrons) i verdures com la patata, la col, la ceba, el porro, l'api, el nap, la pastanaga i l'all.
Tot i que no presenta una recepta concreta atesa la gran quantitat de variants territorials i històriques, és un plat comú a Catalunya que comparteix trets distintius amb altres preparacions similars presents a bona part de la península Ibèrica —entre les quals hi destaquen el putxero valencià, el bullit de les illes balears, el bullit madrileny o l'olla aranesa.

## Elements

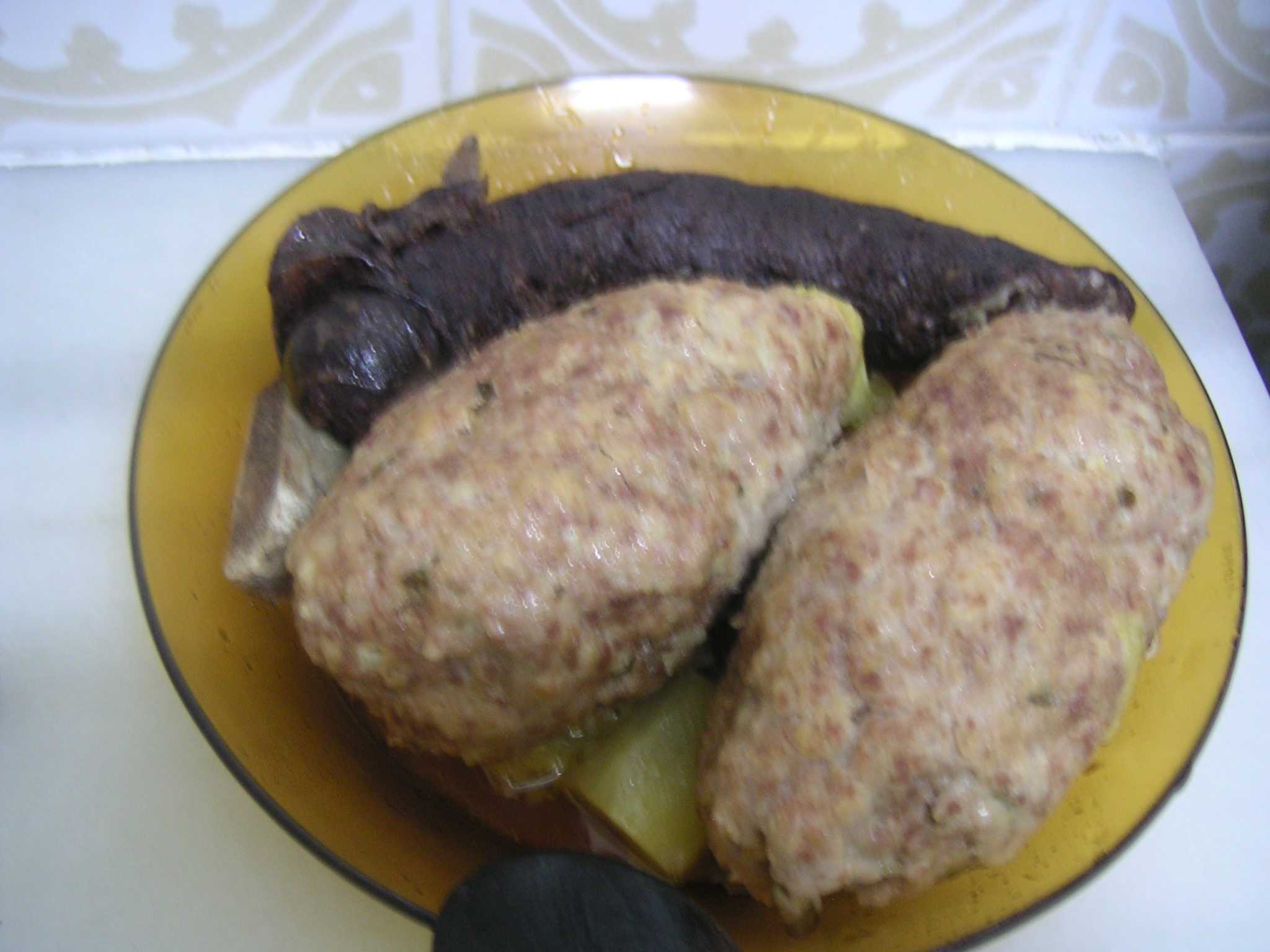
Imatge d'una part de la carn d'olla, on s'aprecien bé dues pilotes.

La carn d'olla sol estar composta de botifarra negra, blanca, pilota, carn magra de vedella, una mica de xai, gallina o pollastre, una mica de careta o orella de porc, ossos, pernil i cansalada viada.
La pilota és una part molt característica de la carn d'olla, que es fa barrejant carn picada amb ou, all, julivert i una mica de pebre i sal, formant una mandonguilla gran i ovalada que es cou amb el brou i se sol tallar en rodanxes gruixudes en el moment de repartir-la.
En particular, la pilota per a l'escudella de Nadal es fa barrejant carn picada de vedella i de porc, amb ou, all i julivert trinxats, pa ratllat i pebre negre formant una mandonguilla el·lipsoïdal d'uns 15 cm de llarg 
i uns 8 cm de diàmetre, que s'enfarina abans de coure.
D'altres sopes catalanes més senzilles poden tenir també pilota.
Pel menjar del dia a dia, hi ha sopes de brou que es fan amb pasta i pilotetes de la mida d'un gra de raïm.
La carn d'olla pot servir-se conjuntament amb les verdures i amb el brou o per separat. Quan se serveixen sense brou, la carn d'olla i els llegums s'acompanyen amb una vinagreta.
Tradicionalment se separava el brou i se'n feia una sopa bullint-hi fideus gruixuts o arròs. Des que dediquem menys temps a cuinar, per la seva elaboració i la varietat d'ingredients que necessita, s'ha convertit en un àpat de Nadal o de dies de festa a l'hivern. Al Nadal és típic menjar la sopa amb galets de grans dimensions (de vegades farcits de carn picada) que no són gaire habituals en cap altre moment de l'any mentre que a la resta de l'any sovint es menja amb fideus grossos i arròs.

## Etimologia
La paraula escudella a l'edat mitjana es referia al bol al qual se servien les sopes i plats amb salsa, més tard, com passa amb molts plats tradicionals (paella, caldereta, ollada, tià, tagina, etc.), el continent va passar a anomenar el contingut. També ha format altres paraules, per exemple, escudellar, que seria servir la sopa al plat. Ha derivat a una expressió del llenguatge: «fer escudella», que vol dir empipar, molestar. En aquella època les sopes es menjaven amb pa.

## Origen
L'escudella i carn d'olla és el plat de sopa documentat més antic d'Europa i Francesc Eiximenis explica al segle xiv que aleshores era un plat que menjaven tots els catalans cada dia. Té origen en les famílies pageses que bullien les restes de la collita i altres aliments que arreplegaven del rebost.
Antigament, els dies de cada dia la pilota es feia només amb molla de pa i cansalada. Aquesta mena d'escudelles amb pilotes també es feien a Occitània, on la pilota es deia ròsola, i les pilotes de pa i cansalada encara existeixen, o més aviat una evolució d'elles, a les quals el pa amb el temps es va substituir per patata, són les farcidures llemosines.
Si sobrava carn d'olla, es passava aquesta per la paella o bé se servia freda i amanida. A alguns llocs es podia fer un trinxat amb les patates (i col, api, etc. si calia) i la carn, a l'estil del trinxat.
Aquestes sopes podien tenir verdures de temporada, tubèrculs i les carns que es poguessin tenir a disposició. Sopes d'aquesta mena es menjaven força sovint, sinó cada dia, en una àmplia àrea d'Europa i de la Mediterrània, a cada lloc particular adaptada segons els seus productes. Els ingredients concrets també depenien de l'economia personal de cadascú i del que tingués en cada moment a l'hort i al rebost. Hi havia, a més, les versions "de festa" i les "de diari". Les versions de cada dia tenien més hortalisses i ossos i poca carn mentre que les de festa, als Països Catalans, han de tenir "els Quatre Evangelistes": porc, gallina, vedella i xai. L'olla o escudella i carn d'olla de Nadal era la versió de màxima festa.
La recepta d'escudella amb patata és força recent, ja que aquest ingredient no es va introduir a la cuina catalana fins un o dos segles després del contacte amb Amèrica. Fa un temps se li posaven mongetes, també d'origen americà. A La cuynera catalana (segle xix) el terme escudella és encara genèric per a diferents sopes (verda, amb carn i verdures; de dia de peix, sense gens de carn ni peix, per quaresma; de llegums, de pèsols, de pa torrat, etc.) i s'alterna sense criteri aparent amb el mot sopa. Sí que apareix explícitament, presentada com un altre plat diferent, la "carn bullida a l'olla, vulgarment dita carn d'olla", que "acostuma a servir-se després de l'escudella", i diu que a més de verdures, ha de tenir motlló i cansalada però que per assolir "tota perfecció" a més hauria de contenir carn de bou i d'aviram.
Fins no fa gaire encara es menjaven amb pa, i encara es mengen amb pa, l'escudella o altres sopes, a alguns indrets de Catalunya, a Menorca i a Occitània. A Occitània les sopes s'acabaven fent chabrol i sembla que a Catalunya també.

## Plats similars
L'escudella ha estat "un plat emblemàtic -de diari- durant generacions" a Catalunya i forma part d'una família de plats similars com l'ollada a la Catalunya Nord, al Pla de l'Estany (o olla o bullit), el putxero a València, l'olla a la Franja de Ponent, el bulhit ('bullit') a Provença i Llenguadoc, garbura (també ola o olada) a Gascunya, olha o olha aranesa a la vall d'Aran, bollito a Itàlia, etc. L'escudella de blat de moro escairat és un plat popular al Berguedà promocionat com el Plat de la Pau.